# MLB Draft 1966
Der MLB Draft 1966 war der zweite Draft, der von der Major League Baseball veranstaltet wurde. An erster Stelle wurde Steve Chilcott von den New York Mets ausgewählt.

## Hintergrund
Im Jahr 1966 wurde erstmals ein Amateur Draft für Free Agents im Januar ausgetragen. In zwei Runden konnten insgesamt 197 Spieler ausgewählt werden, welche im Vorjahr gedraftet wurden, aber anschließend keinen Vertrag erhielten.
Der Pitcher Steve Chilcott, der von den New York Mets im Hauptdraft im Juni an erster Stelle ausgewählt wurde, verbrachte insgesamt sechs Jahre in den Minor Leagues, ehe er verletzungsbedingt seine Karriere beenden musste. Die Mets wurden stark dafür kritisiert, dass sie den High-School-Spieler Chilcott anstatt Reggie Jackson wählten, welcher an zweiter Stelle von den Oakland Athletics gedraftet wurde und 1992 in die Baseball Hall of Fame aufgenommen wurde. Zwar hatten die Mets wenig Glück mit der Wahl Chilcotts, dennoch gelang es ihnen im selben Jahr, den späteren Hall of Famer Tom Seaver für 50.000 US-Dollar zu verpflichten.
Die New York Yankees wählten in der zehnten Runde den talentierten Pitcher Ken Stabler, welcher anschließend allerdings eine erfolgreiche Karriere als Quarterback in der National Football League einschlug.

## Erstrundenwahlrecht
|  | = All-Star |  |  | = Baseball Hall of Famer |

| Pick | Spieler         | Mannschaft            | Position | Schule                    |
| ---- | --------------- | --------------------- | -------- | ------------------------- |
| 1    | Steve Chilcott  | New York Mets         | C        | Lancaster, Kalifornien    |
| 2    | Reggie Jackson  | Oakland Athletics     | OF       | Arizona State University  |
| 3    | Wayne Twitchell | Houston Astros        | RHP      | Portland, Oregon          |
| 4    | Ken Brett       | Boston Red Sox        | LHP      | El Segundo, Kalifornien   |
| 5    | Dean Burk       | Chicago Cubs          | RHP      | Highland, Illinois        |
| 6    | Tom Grieve      | Washington Senators   | OF       | Pittsfield, Massachusetts |
| 7    | Leron Lee       | St. Louis Cardinals   | OF       | Sacramento, Kalifornien   |
| 8    | Jim DeNeff      | California Angels     | SS       | Indiana University        |
| 9    | Mike Biko       | Philadelphia Phillies | RHP      | Dallas, Texas             |
| 10   | Jim Lyttle      | New York Yankees      | OF       | Florida State University  |
| 11   | Al Santorini    | Milwaukee Braves      | RHP      | Union, New Jersey         |
| 12   | * John Curtis   | Cleveland Indians     | LHP      | Smithtown, New York       |
| 13   | Gary Nolan      | Cincinnati Reds       | RHP      | Oroville, Kalifornien     |
| 14   | * Rick Konik    | Detroit Tigers        | 1B       | Detroit, Michigan         |
| 15   | Richie Hebner   | Pittsburgh Pirates    | SS       | Norwood, Massachusetts    |
| 16   | Ted Parks       | Baltimore Orioles     | SS       | University of California  |
| 17   | Bob Reynolds    | San Francisco Giants  | RHP      | Seattle, Washington       |
| 18   | Carlos May      | Chicago White Sox     | OF       | Birmingham, Alabama       |
| 19   | Larry Hutton    | Los Angeles Dodgers   | RHP      | Greenfield, Indiana       |
| 20   | Bob Jones       | Minnesota Twins       | 3B       | Dawson, Georgia           |

* Hat keinen Vertrag unterschrieben

## Weitere erwähnenswerte Spieler
- Johnny Oates, 2. Runde, insgesamt 38. Spieler
- Charlie Hough, 8. Runde, insgesamt 159. Spieler
- Ron Cey, 19. Runde, insgesamt 361. Spieler